# 史氏碘泡虫
史氏碘泡虫（学名：Myxobolus sporostonae）为碘泡科碘泡虫属的动物。分布于俄罗斯以及湖南、湖北、黑龙江等，营寄生生活，寄生在鳃（短颌鲚、鲢）、体表（短颌鲚）、胆囊、肠壁、肠系膜（鲇、怀头鲇）。